# Warwick (Georgia)
Warwick – miasto w Stanach Zjednoczonych, w stanie Georgia, w hrabstwie Worth.